# 조지 플로이드
조지  플로이드 주니어(영어: George Perry Floyd Jr., 1973년 10월 14일 ~ 2020년 5월 25일)는 미국 미네소타주 미니애폴리스에서 2020년 5월 25일, 그가 20달러짜리 위조 지폐를 사용했다고 의심한 점원이 체포하던 중, 경찰에 의해 살해된 아프리카계 미국인 남성이며, 래퍼, 포르노 배우이자, 트럭 운전사 및 경비원이었다. 현장에 도착한 4명의 경찰관 중 한 명인 데릭 쇼빈은 플로이드의 목과 등에 9분 29초간 무릎을 꿇려, 질식사시켰다. 그의 죽음 이후, 특히 흑인들을 향한 경찰의 잔혹성에 반대하는 시위들, 조지 플로이드 시위는 미국 전역과 전 세계적으로 빠르게 퍼졌다. 시위에서는 "I can't breathe"라는 그의 임종 때의 말이 구호로 변하였다.
노스캐롤라이나주 페이엣빌에서 태어난 플로이드는 텍사스주 휴스턴에서 자라 고등학교와 대학교를 통하여 미식축구와 탁구를 하였다. 1997년과 2005년 사이에 그는 8건의 범죄로 유죄 판결을 받았다. 그는 2007년 가택침입에서 가중강도에 대한 유죄판결을 받은 후 4년간 복역했다.그는 2013년 가석방된 뒤 자신의 종교계에서 멘토로 활동하며 소셜미디어에 반폭력 동영상을 올렸다. 2014년 그는 미니애폴리스 지역으로 이주하여 세인트루이스 한국에 거주하였다. 루이스 파크, 미네소타|세인트호번 루이스 파크(Louis Park)에서 트럭 운전사와 바운서(도어맨)로 일했다. 2020년 미네소타에서 코로나19 범유행으로 인해 트럭 운전사 일자리를 잃었고, 이후 보안직을 잃었다.
미니애폴리스 시는 2700만 달러를 위하여 플로이드의 가족과 부당한 사망 소송을 해결하였다. 가해자인 경찰 쇼빈은 2021년 4월 20일 두 건의 살인 혐의와 한 건의 과실치사 혐의로 유죄 판결을 받았다. 2021년 6월 25일, 징역 22.5년을 선고받았다. 현장에 있던 다른 3명의 경찰관들도 후에 플로이드의 시민권과 정치적 권리를 침해한 혐의로 유죄 판결을 받았다.

## 어린 시절
플로이드는 1973년 10월 14일 노스캐롤라이나주 페예트빌에서 조지 페리와 시시 존스 플로이드의 아들로 태어났다. 그에게는 네 명의 형제자매가 있었다.그의 증조할아버지 힐러리 토마스 스튜어트 시니어는 노예로 태어났지만 남북전쟁에서 자유를 얻었다. 스튜어트가 20대일 때, 500 에이커 (200 ha)의 거대한 땅을 얻었지만, 남부에서 그 당시 흔했던 법적으로 의심스러운 수법을 사용한 백인 농부들에게 땅을 빼앗겼다.
그가 두 살 때, 플로이드의 부모가 별거한 후, 그의 어머니는 아이들과 함께 쿠니 홈즈 공공 주택으로 이사했다.그는 역사적으로 아프리카계 미국인 이웃인 휴스턴의 서드워드에 있는 브릭스로 알려져 있다. 플로이드는 어렸을 때 페리(Perry)라고 불렸으나, 중학교 때 키가 큰 그는 스포츠를 자신의 삶을 향상시키는 수단으로 보았다. 그의 키는 6피트였다.
플로이드는 라이언 중학교를 다녔다.그리고, 1993년 예이츠 고등학교를 졸업했다. 예이츠에 있는 동안 그는 파워 포워드로 활약하는 농구 팀의 공동 주장이었다. 그는 또한 타이트 엔드로 미식축구 팀에 있었고, 1992년 그의 팀은 텍사스 주립 선수권 대회에 갔다.
대학에 가는 데 자신의 형제들 중 첫 번째로 플로이드는 미식축구 장학금으로 2년 동안 사우스 플로리다 주립 대학에 다녔고, 또한 농구 팀에서 활약하기도 하였다. 그는 1995년 텍사스 A&M 대학교 킹스빌로 이적하여 중퇴하기 전에 농구를 하기도 하였다.6 피트 6 인치 (198 cm) 그는 키가 가장 컸고 부검 당시 키가 크고 몸무게가 나갔다.

## 몇년 후
플로이드는 1995년 텍사스주 킹스빌에 있는 대학에서 휴스턴으로 돌아와 자동차 커스터마이저가 되어 클럽 농구를 하였다. 1994년 초, 그는 힙합 그룹 Nucked Up Click에서 빅 플로이드(Big Floyd)라는 예명으로 랩퍼로 활동했다."뉴욕 타임스"는 그의 깊은 목소리의 라임들을 "목적적"이라고 묘사했으며, 칼날, 대형 테가 달린 자동차, 그리고 서드워드의 자존심에 관한 슬로 모션 클립으로 전달되었다.그가 참여한 두 번째 랩 그룹은 "Presidential Playas"였고 그는 2000년에 발매된 그들의 앨범 "Block Party"를 작업했다.자신의 지역 사회의 영향력 있는 멤버였던 플로이드는 감옥에서 시간을 복역하고 휴스턴에서 가난에 찌든 프로젝트에서 살았던 고난과 좌절의 공유 경험을 바탕으로, 자신의 환경에서 다른 사람들과 관계를 맺는 자신의 능력으로 존경을 받았다. 플로이드는 동네 젊은이들을 다룬 영상에서 청중들에게 자신에게는 "단점"과 '결점"이 있고, 누구보다도 뛰어나지 않다는 점을 상기시키면서도 지역사회에서 벌어지고 있는 폭력에 대한 경멸을 표현하고, 이웃들에게 무기를 내려놓고 자신에게 사랑받는다는 사실을 기억하라고 조언한다. 그리고 하느님을 믿으라고 말했다.
1997년과 2005년 사이에 플로이드는 마약 소지, 절도, 불법 침입을 포함한 다양한 혐의로 8개의 징역형을 살았다. 이 사건들 중 한 건에서 플로이드는 2004년 경찰관 제럴드 고인스의 단독 증언에 근거하여 크랙 코카인을 반 그램 미만으로 소지한 혐의로 유죄 판결을 받았다. 2019년 말, 하딩 스트리트 습격에 고인즈가 연루되어 증거 위조에 대한 조사를 받게 되었고, 텍사스주 해리스 카운티의 지방검사가 2021년 4월 고인스의 신뢰 부족으로 플로이드의 특정 유죄 판결에 대한 사후 사면을 요청했다.2021년 10월 텍사스주 사면 가석방위원회는 플로이드가 유죄 판결을 받은 것에 대해 사면을 권고했으나, 2021년 12월 "절차 오류와 이사회 규칙 준수 부족"을 이유로 권고안을 철회했다.
2007년 플로이드는 치명적인 무기와 함께 가중 강도 혐의로 기소되었다; 수사관들에 따르면 그는 물부 직원을 사칭해 아파트에 들어가 다른 남자 5명과 함께 불쑥 들어간 뒤 여성의 배에 권총을 들이대고 훔칠 물건을 찾아다녔다고 한다. 플로이드는 3개월 후 교통정체 중에 체포되었고, 강도 사건의 7세 피해자는 6팩 사진 라인업에서 그를 확인하였다. 2009년 플로이드는 유죄 판결 계약의 일부로서 5년의 징역형을 선고받았다,그리고, 2013년 1월, 그는 가석방 되었다.
석방된 후 플로이드는 기독교 교회이자 사역자인 부활 휴스턴에 더 관여하게 되었고, 그곳에서 젊은이들을 지도하고 반폭력 동영상을 소셜 미디어에 게시했다. 그는 노인들에게 식사를 배달했고 래퍼 트라이타 트루스(Trae tha Truth)가 설립한 자선단체인 엔젤 바이 네이처 재단과 같은 다른 프로젝트들에 자원했다. 후에 플로이드는 마약 재활과 직업 소개 서비스들과 함께 교회 업무 프로그램에서 제3의 병동에서 미네소타로 남성들을 데려온 사역과 함께 연루되었다.그의 친구는 플로이드가 "그의 인생의 몇 년을 희생시킨 몇 가지 실수를 저질렀다"고 인정했지만, 그는 종교를 통해 그의 삶을 바꾸어 놓았다고 말했다.
2014년 플로이드는 자신의 삶을 재건하고 일자리를 찾는 데 도움을 주는 데 미니애폴리스로 이주하였다.도착 직후, 그는 북부 미니애폴리스에 있는 터닝 포인트 프로그램에서 90일간의 재활 프로그램을 마쳤다. 플로이드는 일자리의 필요성을 표현했고 구세군 노숙자 보호소인 하버 라이트 센터에서 보안 업무를 시작했다. 그는 하버 라이트에서의 일자리를 잃었고 다른 몇 가지 일자리를 얻었다. 플로이드는 트럭을 운영하는 데 상업적인 운전 면허증을 얻기를 희망했다. 그는 필수 마약 검사를 통과했고, 프로그램 운영자들은 그의 범죄 전력이 문제가 되지 않는다고 느꼈지만, 나이트클럽에서의 일이 아침 수업을 듣기 어렵게 만들면서 중퇴했고, 그는 돈을 벌어야 한다는 압박감을 느꼈다. 플로이드는 후에 세인트루이스로 이주하였다. 루이스 박은 전 동료들과 함께 살았다. 플로이드는 계속해서 약물 중독과 싸우고 사용 기간과 금주를 겪었다.
2019년 5월, 플로이드는 자신이 승객이었던 무면허 차량이 교통정지에 세워졌을 때 미니애폴리스 경찰에 의해 구금되었다. 플로이드는 진통제 한 병과 함께 발견되었다. 경찰관들은 그에게 수갑을 채우고 그를 도시의 세 번째 경찰서로 데려갔다. 플로이드는 경찰에서 약을 팔지 않았으며, 그 약들은 자신의 중독과 관련이 있다고 말했다. 그가 동요하는 모습을 보이자 경찰관들은 긴장을 풀도록 격려하고 그를 진정시키는 것을 도왔고, 이후 그의 상태가 걱정되자 구급차를 불렀다. 그 사건과 관련하여 고발은 접수되지 않았다.
2019년 플로이드는 엘 누에보 로데오 클럽에서 보안 업무를 맡았다, 경찰 데릭 쇼빈도 비번으로 보안요원으로 근무했다.2020년, 플로이드는 콩가 라틴 비스트로 클럽에서 경비원으로 파트타임으로 일하고 있었고, 배달 기사로서 또 다른 일을 시작했다.그는 유효한 상업 면허 없이 운전을 하고 가벼운 충돌 사고에 연루되었다는 이유로 1월에 배달 기사 직업을 잃었다. 그는 미네소타에서 코로나19 범유행이 강타했을 때 다른 일자리를 찾고 있었고, 3월 팬데믹 규정으로 클럽이 문을 닫았을 때 개인 재정 상황이 악화되었다.또한 3월에 플로이드는 약물을 과다 복용한 후 병원에 입원했다. 4월에 그는 코로나19에 감염되었으나, 몇 주 후에 회복되었다.

## 죽음

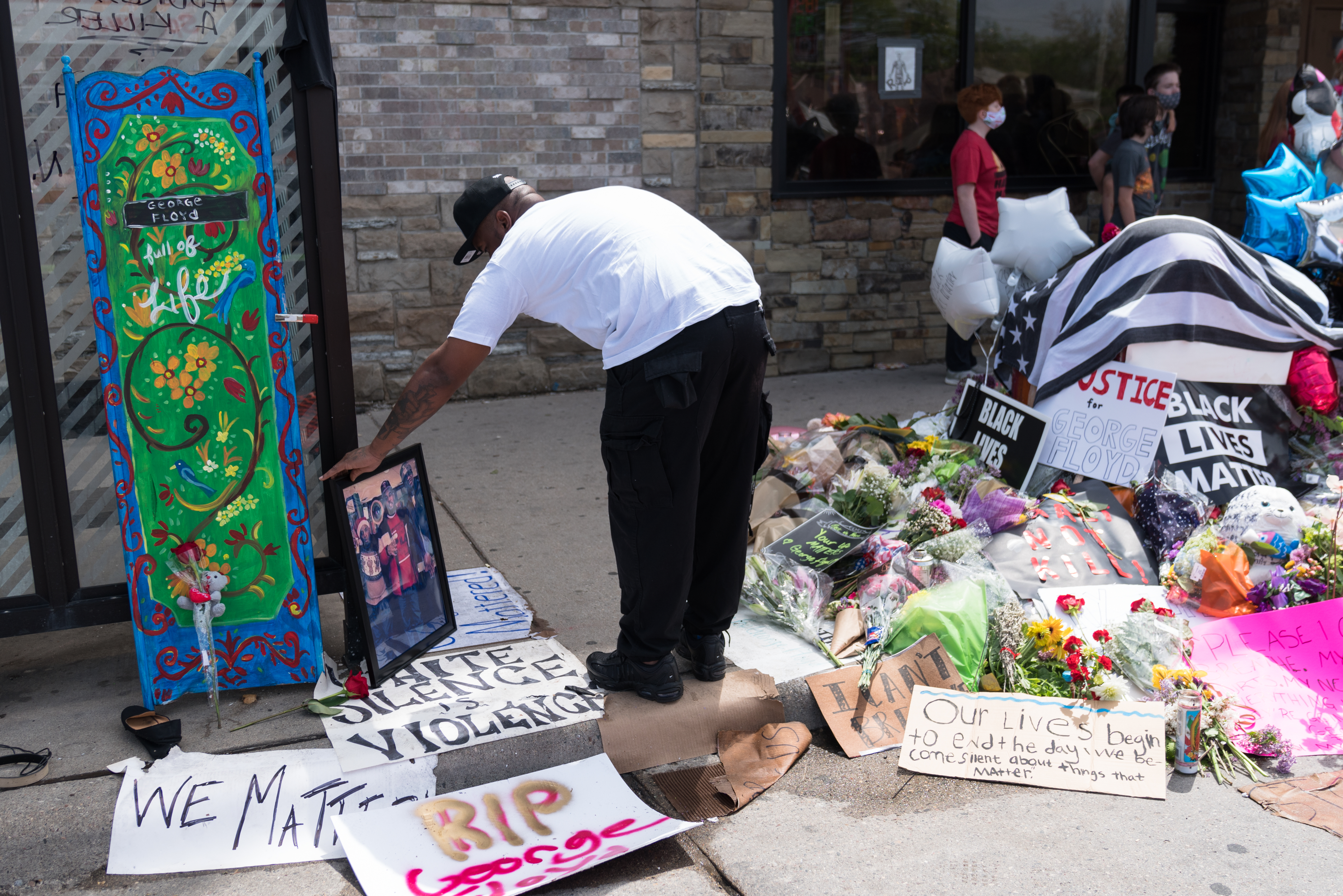
플로이드가 살해된 지 이틀 후에 세워진 기념비

2020년 5월 25일, 경찰은 플로이드가 20달러짜리 위조 지폐를 사용했다고 의심한 컵푸드 식료품점 직원들에 의해 소환되었다. 플로이드는 다른 두 명의 승객들과 함께 차에 앉아 있었다. 경찰은 플로이드를 강제로 차에서 내리고 수갑을 채웠다.
플로이드는 백인 미니애폴리스 경찰관인 데릭 쇼빈에 의해 살해되었다.그는 플로이드가 거리에서 얼굴 아래로 수갑을 찬 동안, 조지 플로이드의 목을 9분 29초 동안 무릎으로 눌렀다.

목격자의 휴대전화 동영상에서 볼 수 있듯,
다른 두 명의 경찰관은 플로이드를 지나치게 필요 이상으로 "과잉 진압"했고 네 번째 경찰관은 구경꾼들의 개입을 막았다.
플로이드가 숨을 쉴 수 없다고 거듭 애원했기 때문이다.
최후의 2분 동안,
플로이드는 움직이지 않았고 맥박도 없었다.
그러나 쇼빈은 응급 의료 기술자들이 플로이드를 치료하기 위해 도착했을 때에도 플로이드의 목과 등에 무릎을 꿇고 있었다.
검시관은 플로이드가 제지당하는 동안 심장이 멈췄고 그의 죽음은 "타살"이라는 것을 발견했다."심폐정지, 법 집행으로 인한 과잉 제압, 구속 및 목 압박"이 그 이유였다.그의 펜타닐 중독과, 최근 필로폰 사용이 사망 가능성을 높였을 수도 있다.우연하게도, 그보다 먼저 사망한 미국의 래퍼 주스 월드의 곡 "Wishing Well"의 구절 "I can't breathe"와 겹친다는 점, 조지 플로이드의 마약 복용과 주스월드의 마약 복용 경험이 겹친다는 점, 안타까운 죽음이라는 공통점 등으로 인터넷 밈으로 사용된다. 플로이드 가족의 의뢰로 두 번째 부검이 있었고,또한 그의 죽음은 살인으로 밝혀졌으며, 특히 목과 등이 압박되어 질식사했다고 한다;
이는 플로이드의 죽음에 근본적인 의학적 문제가 있었다는 것을 배제했다.그리고 플로이드가 쇼빈의 무릎 아래서 말할 수 있다고 해서 그가 숨을 쉴 수 있는 것은 아니라고 말했다.
2021년 3월 12일 미니애폴리스 시의회는 플로이드 가족에게 2,700만 달러의 합의금을 승인했다.
가해자 쇼빈은 2급 살인, 3급 살인, 2급 과실치사 혐의로 해고되었다. 쇼빈은 2021년 4월 20일 3건의 살인 및 과실치사 혐의로 유죄 판결을 받았다. 2021년 5월 12일, 헤네핀 카운티 지방 법원 판사 피터 케이힐은 차우빈이 플로이드를 "특별히 잔인하게" 대했다는 것을 발견한 후 검찰이 그에게 더 큰 징역형을 구형할 수 있도록 허락했다. 6월 25일, 케이힐 판사는 쇼빈에게 징역 22년 6개월을 선고했다.

## 기념물 및 유산

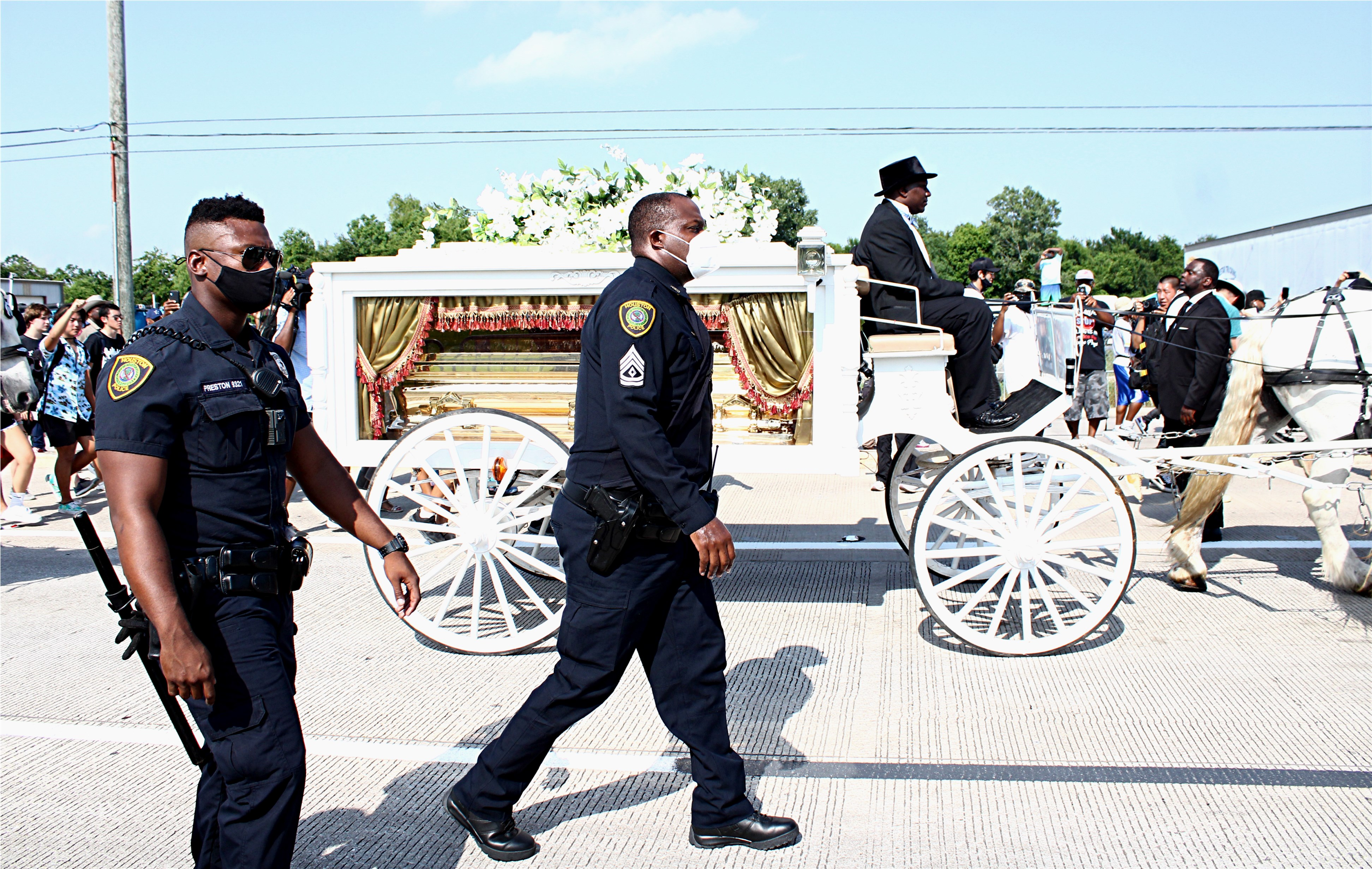
플로이드의 관을 실은 마차는 6월 9일 텍사스 주 펄랜드에 있는 그의 무덤으로 이동했다.

플로이드가 살해된 후, 흑인 용의자에 대한 경찰관의 과도한 무력 사용과 경찰의 책임 부재에 반대하는 시위가 세계적으로 열렸다. 경찰 자금을 회수하고 경찰을 폐지해야 한다는 요구가 널리 퍼졌다. 시위는 그가 살해된 다음 날 미니애폴리스에서 시작되었고 미국 50개 주와 전 세계의 도시들에서 발전했다. 플로이드가 살해된 다음 날, 관련 경찰관 4명이 모두 해고되었고, 5월 29일 쇼빈에 대한 3급 살인 및 2급 과실치사 혐의가 제기되었다.
여러 차례 추도식이 거행되었으며, 2020년 6월 4일 미니애폴리스에서 알 샤프턴이 추도사를 하면서 플로이드의 추모식이 열렸다. 노스캐롤라이나에서는 6월 6일, 휴스턴에서는 6월 8일과 9일에 공개 관람과 비공개 서비스가 계획되었다.플로이드는 텍사스주 펄랜드에서 그의 어머니 옆에 묻혔다.
플로이드의 이름으로 장학금을 만든 대학들은 노스 센트럴 대학교(플로이드의 추도식이 열린 곳)를 포함하여, 앨라배마주, 오크우드 대학교, 미주리주, 사우스미주리주, 오하이오주, 버팔로주, 코퍼마운틴 대학교 등이 있다 플로이드의 살해에 대한 전국적인 항의가 있는 가운데, 넷플릭스 CEO 리드 헤이스팅스와 그의 아내 패티 퀼린은 모어하우스 칼리지, 스펠먼 칼리지, 연합 네그로 칼리지 기금에 균등하게 나누기 위해 1억 2천만 달러를 기부했다. 이 기부금은 역사적으로 흑인 대학에 기부된 것 중 가장 큰 액수였다.
2020년 소셜 미디어 기반의 예술가와 활동가들이 플로이드에게 헌사를 올렸고, 가장 인기 있는 헌사 중 하나는 시리엔 담라가 만든 디지털 삽화로 인스타그램에 340만 건 이상의 '좋아요'를 올렸다. 담라의 작품은 후에 많은 지역사회와 다른 재사용에서 그려진 벽화로 바뀌었다. 플로이드에 대한 다른 바이럴 소셜 미디어 기반 헌사는 니콜라 스미스, 스토미 네스빗, 다니 코크, 로빈 힐키, 미리엄 모스케다에 의해 이루어졌다.
거리 예술가들은 플로이드를 기리는 벽화를 세계적으로 만들었다. 플로이드는 미니애폴리스의 유령, 휴스턴의 천사, 나폴리의 성인으로 묘사되었다. 벨파스트 국제벽의 벽화에는 인민 축제(페일리언 포빌)와 방문 벨파스트(Visit West Belfast)가 의뢰한 플로이드의 대형 초상화가 그려져 있다. 각각은 세 마리의 현명한 원숭이처럼 눈, 귀, 입을 가린다.("악은 보지 말고, 악은 듣지 말고, 악은 말하지 말라") 휴스턴 벽화 하나는 제3구에 있는 스콧 푸드 마트 옆에 있고, 다른 하나는 미드타운에 있는 The Breakfast Klub 레스토랑의 소유지에 있다. 플로이드의 어릴 적 친구는 플로이드가 "사람들이 그의 이름을 아는 비극적인 방식이라고는 상상도 하지 못했을 것"이라고 말했다."
플로이드의 장례비용을 지원하고 그의 가족에게 혜택을 주기 위한 GoFundMe 계정은 개인 기부 건수에 대한 사이트의 기록을 깼다.

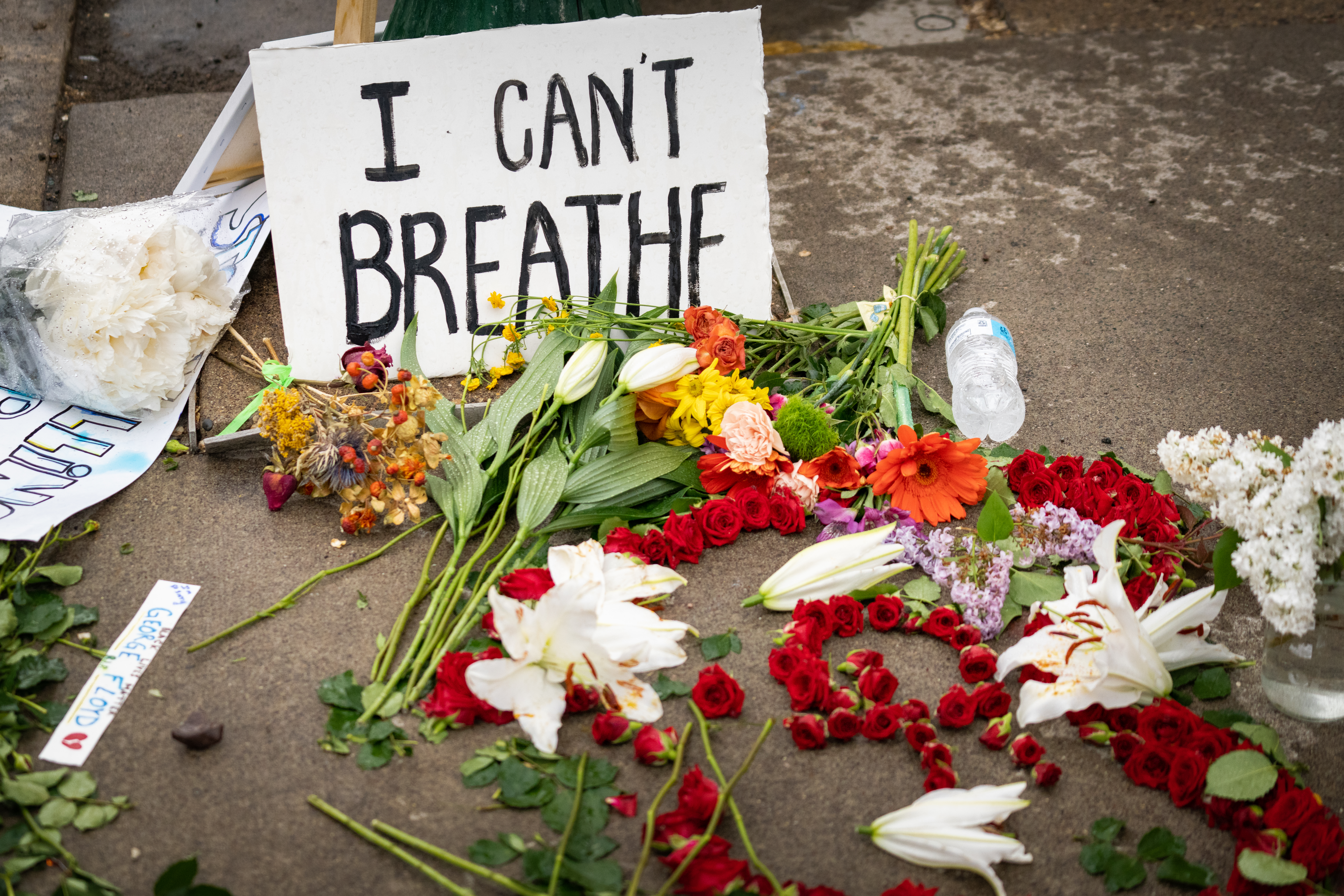
플로이드를 기리기 위해 세워진 기념비의 사진

6월 6일까지, 맨체스터, 댈러스, 마이애미, 이들리브, 로스앤젤레스, 나이로비, 오클랜드, 스트롬비크-비버, 베를린, 펜사콜라, 라메사를 포함한 많은 도시에 벽화가 만들어졌다.. 맨체스터의 벽화는 낙서로 더럽혀졌고, 그 결과 그레이터 맨체스터 경찰이 이 사건에 대한 조사를 하게 되었다. 벽화의 제작 외에도, 플로이드의 살인은 영국 내 제도적 인종차별의 존재에 관심을 가져왔다. 로스앤젤레스 전역에"I Can't Breathe", "Say Their Names" 등의 문구를 제공하는 항의 낙서 또한 게시되었다. "Black Lives Matter"라는 말은 플로이드의 살해에 대한 항의의 표출에서도 자주 사용되었다. 이 문구는 소셜 미디어 플랫폼에서 특히 인기가 있다. 플로이드가 살해된 이후, 비건방진 개인들을 추모하는 기념비가 철거되어야 한다는 세계적인 항의도 있었다.
쉴라 잭슨 리 미국 하원의원이 발의한 조지 플로이드 법집행신탁 및 청렴법안은 경찰의 잔혹성을 줄이고 국가경찰 기준과 인가를 확립하기 위해 마련됐다.. 국회의원의 업무 외에도 다양한 분야의 지도자들의 항의가 빗발쳤다. '어떻게 경찰 부서가 살인 경찰을 식별하고 축출할 수 있는가'의 저자인 연구자 테미토페 오리올라는 플로이드를 거울삼아 더 많은 사망자를 막기 위해 이 작품을 썼다. 전 뉴욕시 보건국장 옥시리스 바봇은 플로이드의 살인을 "집단적 도덕적 해이"라고 묘사하는 기사를 썼고, "코로나19 범유행으로 인한 끔찍한 세부 사항에서 발생하는 지속적인 건강 불평등"과 비교했다.종교 지도자들은 또한 미국 흑인에 대한 폭력을 다루도록 요구되어 왔다.
쇼빈이 처음에 플로이드의 목에 무릎을 꿇었다고 믿어지는 시간인 8분 46초는 플로이드를 기리는 "침묵의 순간"으로 널리 기념되었다.
플로이드의 살인은 이코노미스트지에 크게 실렸으며, 이 잡지는 부고, 다수의 기사, 수많은 독자 편지들을 실었고, 결국 플로이드의 유산을 6월 13일 커버스토리로 만들었다. 그것은 그의 유산이 "사회 개혁의 풍부한 약속"이라고 썼다.
2020년 8월, 뮤지션 존 멜런캠프(John Mellencamp)는 밥 딜런의 1964년 곡 〈"nly a Pole in Their Game〉" 리메이크한 곡인 〈A Pole in the White Man's Game〉을 발표했는데, 이 곡은 민인 운동가 메저 에버스의 살해에 대한 반성을 담고 있다. 멜런캠프의 버전은 플로이드의 살인 이후 이어진 미국의 인종 갈등을 반영하는 새로운 가사를 특징으로 했다.M멜런캠프는 유튜브에 "일부 시청자들에게 부적절하게 보일 수 있다"는 경고를 담은 영상을 공개하기도 했다. 영상에는 2020년과 1968년 시위대와 경찰이 격렬하게 충돌하는 장면이 담겼다. 유튜브는 결국 그들의 커뮤니티 지침을 위반했다고 주장하는 비디오를 삭제했다.
2020년 9월 18일, 미니애폴리스 시의회는 시카고 애비뉴의 37번가와 39번가 사이의 구간을 조지 페리 플로이드 주니어(George Perry Floyd Jr.)로 지정하는 것을 승인했다. 사건이 발생한 38번가와 표지판이 있는 장소인 그 교차로는 그가 살해된 다음 날 나타난 임시 기념비가 있던 장소였다.
2020년 10월 6일, 국제앰네스티는 조지 플로이드의 정의를 요구하는 편지를 윌리엄 바 법무장관에게 전달했다. 인권 옹호 단체는 조지 플로이드 살해에 연루된 경찰관들에게 책임을 물을 것을 요구했다.  이미 형사 사법부의 팩트 시트를 발행한 NAACP는 조지 플로이드에 대한 정의를 요구하는 시위에 대한 지지를 표명하는 성명을 발표했다..
2021년 5월 21일, 브리짓 플로이드는 조지 플로이드 기념 재단에서 장학금을 위해 노스캐롤라이나주 페예트빌에 있는 페예트빌 주립 대학교에 25,000 달러의 수표를 주었다. 같은 날, 시는 5월 25일 조지 플로이드 주니어를 선언하였다..

## 개인사
플로이드는 5남매 중 장남으로 5명의 자녀를 두었으며, 두 딸(살해 당시 6살, 22살)과 성인 아들 1명을 포함했다. 그는 또한 두 명의 손자를 두었다.
2017년 8월 플로이드는 미니애폴리스에서 자신의 여자친구 코트니 로스를 만났다. 2020년 초, 두 사람은 헤어졌지만, 3월부터 5월 초까지, 그 커플은 매일 같이 지냈다.

## Change.org 청원
플로이드가 살해된 후, 공익 법인 웹사이트인 "change.org"에 "조지 플로이드를 위한 정의"를 요청하는 청원이 시작되었다. 이 청원은 처음 며칠 동안 약 5백만 명에 달하는, 지금까지 이 사이트에서 추진되었던 어떤 청원보다 더 많은 서명을 빠르게 모았다. AP통신은 이번 청원이 데릭 쇼빈의 선고로 '성공'으로 평가됐다고 보도했다. 청원이 새로운 서명자에게만 받아들여질 때, 그것은 거의 2천만 명의 서명을 얻었다.

## 같이 보기
- 데릭 쇼빈
- 조지 플로이드 사망 사건
- 조지 플로이드 시위
- 조지 플로이드 동상
- 조지 플로이드 살해에 대한 반응
- 미국의 법 집행관들에 의한 살인 사건 목록
- 공권력의 과잉 진압 및 남용
- 인종 차별 및 인권 침해
- 마틴 루터 킹
- 민권운동
- 노벨 평화상
- 반전 운동
- 인도주의
- 인권운동
- 마하트마 간디
- 사회 운동
- 자유주의
- 비폭력주의
- 민주주의
- 주스 월드의 곡 "Wishing Well"
- 헬렌 켈러

## 추가 참고 도서 목록
- Barbot, Oxiris (2020년 7월 2일). “George Floyd and Our Collective Moral Injury”. 《American Journal of Public Health》 110 (9): 1253. doi:10.2105/AJPH.2020.305850. ISSN 0090-0036. PMC 7427243. PMID 32614647.
- Samuels, Robert; Toluse Olorunnipa (2022). 《His Name Is George Floyd: One Man's Life and the Struggle for Racial Justice》. New York: Viking. ISBN 9780593490617. OCLC 1312917362.